# فرجينيا لاجو
فرجينيا لاجو (بالإسبانية: Virginia Lago)‏ هي ممثلة أرجنتينية، ولدت في 22 مايو 1946 في سان مارتن في الأرجنتين.

## وصلات خارجية
- فرجينيا لاجو على موقع IMDb (الإنجليزية)
- فرجينيا لاجو على موقع قاعدة بيانات الفيلم (الإنجليزية)